# Pertti Salolainen

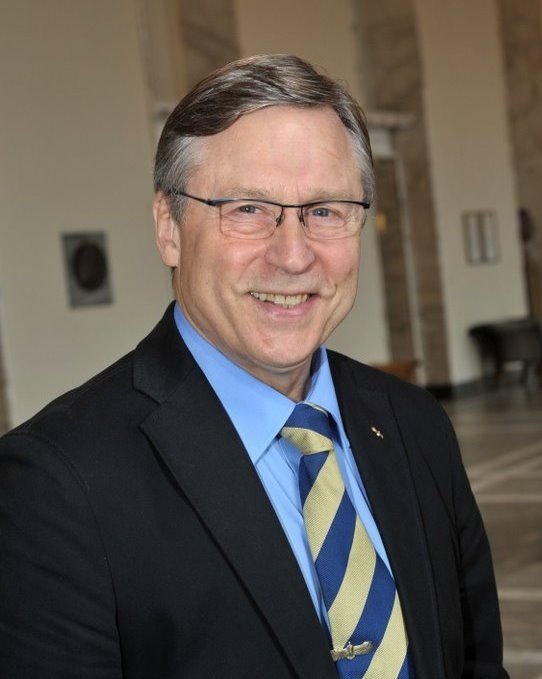
Pertti Salolainen.

Pertti Edvard Salolainen, född 19 oktober 1940 i Helsingfors, är en finländsk samlingspartistisk politiker och diplomat. Han har varit ledamot av Finlands riksdag 1970–1996 och på nytt från och med 2007. Han var Finlands utrikeshandelsminister 1987–1995, Samlingspartiets partiledare 1991–1994 och Finlands ambassadör i London 1996–2004.

## Utmärkelser
- Riddartecknet av I klass av Finlands Vita Ros’ orden,  6 december 1980[1]
- Kommendörstecknet av Finlands Vita Ros’ orden,  6 december 1989[2]
- Militärens förtjänstmedalj,  4 juni 1992[3]
- Storkorset av Finlands Lejons orden,  6 december 1994[4]
- Stort hederstecken i guld med band av Österrikiska republikens förtjänstorden,  1996[5]
- Andra graden av Terra Mariana-korsets orden,  3 februari 2003[6]
- Hederskommendör av Brittiska imperieorden,  2017[7]
- Kommendör med stora korset av Nordstjärneorden[8]
- Förbundsrepubliken Tysklands förtjänstorden – stora kommendörskorset med stjärna och axelrem[8]
- Storkorset av Ungerska förtjänstorden[8]

[Redigera Wikidata]